# پپینو د فیلیپو
پپینو د فیلیپو (ایتالیایی: Peppino De Filippo؛ ‏ ۲۴ اوت ۱۹۰۳ – ۲۷ ژانویهٔ ۱۹۸۰) بازیگر و نویسنده اهل ایتالیا بود. 

## بخشی از فیلم‌شناسی
- روشنایی‌های واریته (۱۹۵۰)
- ریتا پشه (۱۹۶۶)
- بوکاچو ۷۰ (۱۹۶۲)
- کلاه سه‌گوش (۱۹۳۵)